# Can Chi
Can Chi (干支), gọi đầy đủ là Thiên Can Địa Chi (天干地支) hay Thập Can Thập Nhị Chi (十干十二支), là hệ thống đánh số thành chu kỳ được dùng tại các nước thuộc vùng văn hóa Đông Á như: Trung Quốc, Triều Tiên, Nhật Bản, Đài Loan, Việt Nam và một số quốc gia khác ngoài vùng. Nó được áp dụng với tổ hợp chu kỳ 60 trong âm lịch nói chung để xác định tên gọi của thời gian (ngày, giờ, năm, tháng) cũng như trong chiêm tinh học. Người ta cho rằng nó có xuất xứ từ Nhị Thập Bát Tú trong cách tính lịch cổ đại dùng để đếm ngày.

## Can

### Ý nghĩa
Can (干) hay còn gọi là Thiên Can (天干) hoặc Thập Can (十干) do có đúng mười (10) can khác nhau. Can cũng còn được phối hợp với Âm dương và Ngũ hành.

### Danh sách 10 can
Năm kết thúc bằng số nào thì có Can tương ứng.
| Số | Hán tự | Hán-Việt | Âm - dương | Ngũ hành | Thái đen |
| -- | ------ | -------- | ---------- | -------- | -------- |
| 4  | 甲     | Giáp     | Dương      | Mộc      | Cáp      |
| 5  | 乙     | Ất       | Âm         | Mộc      | Hặp      |
| 6  | 丙     | Bính     | Dương      | Hỏa      | Hãi      |
| 7  | 丁     | Đinh     | Âm         | Hỏa      | Mỡng     |
| 8  | 戊     | Mậu      | Dương      | Thổ      | Pớc      |
| 9  | 己     | Kỷ       | Âm         | Thổ      | Cắt      |
| 0  | 庚     | Canh     | Dương      | Kim      | Khốt     |
| 1  | 辛     | Tân      | Âm         | Kim      | Huộng    |
| 2  | 壬     | Nhâm     | Dương      | Thủy     | Táu      |
| 3  | 癸     | Quý      | Âm         | Thủy     | Cá       |

## Chi

### Ý nghĩa
Chi (支) hay còn gọi là Địa Chi (地支) hay Thập Nhị Chi (十二支) do có đúng mười hai chi. Đây là mười hai từ chỉ 12 con vật của hoàng đạo phương Đông dùng như để chỉ phương hướng, bốn mùa, ngày, tháng, năm và giờ ngày xưa (gọi là canh gấp đôi giờ hiện đại). Việc liên kết các yếu tố liên quan đến cuộc sống con người với Chi là rất phổ biến ở khu vực Đông Á và Đông Nam Á. 
Do số lượng con giáp cũng là 12 nên trong đời sống, Thập Nhị Chi cũng hay được gọi theo 12 con giáp.

### Danh sách 12 Chi
| Thứ tự | Hán tự | Hán-Việt | Bính âm | Tiếng Nhật     | Tiếng Hàn | Tiếng Thái Đen | Âm - Dương | Con giáp | Con giáp | Hướng                | Mùa  | Tháng âm lịch | Tháng Thái đen | Giờ (hệ 24) |
| ------ | ------ | -------- | ------- | -------------- | --------- | -------------- | ---------- | -------- | -------- | -------------------- | ---- | ------------- | -------------- | ----------- |
| 1      | 子     | Tý       | zǐ      | ね ne          | 자 ja     | Chảư (ꪻꪊ꫁)      | Dương      | chuột    | chuột    | 0° (Chính Bắc)       | đông | 11 (đông chí) | 5              | 23 - 01     |
| 2      | 丑     | Sửu      | chǒu    | うし ushi      | 축 chug   | Pảu (ꪹꪜ꫁ꪱ)      | Âm         | trâu     | bò       | 30° (Bắc Đông Bắc)   | đông | 12            | 6              | 01 - 03     |
| 3      | 寅     | Dần      | yín     | とら tora      | 인 in     | Nhĩ (ꪑꪲ)        | Dương      | hổ       | hổ       | 60° (Đông Đông Bắc)  | xuân | 1             | 7              | 03 - 05     |
| 4      | 卯     | Mão      | mǎo     | う u           | 묘 myo    | Mảu (ꪹꪢ꫁ꪱ)      | Âm         | mèo      | thỏ      | 90° (Chính Đông)     | xuân | 2 (xuân phân) | 8              | 05 - 07     |
| 5      | 辰     | Thìn     | chén    | たつ tatsu     | 진 jin    | Xi (ꪎꪲ)         | Dương      | rồng     | rồng     | 120° (Đông Đông Nam) | xuân | 3             | 9              | 07 - 09     |
| 6      | 巳     | Tỵ       | sì      | み mi          | 사 sa     | Xảư (ꪻꪎ꫁)       | Âm         | rắn      | rắn      | 150° (Nam Đông Nam)  | hè   | 4             | 10             | 09 - 11     |
| 7      | 午     | Ngọ      | wǔ      | うま uma       | 오 o      | Xngạ (ꪏꪷꪉ꫁ꪱ)     | Dương      | ngựa     | ngựa     | 180° (Chính Nam)     | hè   | 5 (hạ chí)    | 11             | 11 - 13     |
| 8      | 未     | Mùi      | wèi     | ひつじ hitsuji | 미 mi     | Một (ꪶꪣꪒ)      | Âm         | dê       | cừu      | 210° (Nam Tây Nam)   | hè   | 6             | 12             | 13 - 15     |
| 9      | 申     | Thân     | shēn    | さる saru      | 신 sin    | Xăn (ꪎꪽ)       | Dương      | khỉ      | khỉ      | 240° (Tây Tây Nam)   | thu  | 7             | 1              | 15 - 17     |
| 10     | 酉     | Dậu      | yǒu     | とり tori      | 유 yu     | Hạu (ꪹꪭ꫁ꪱ)      | Âm         | gà       | gà       | 270° (Chính Tây)     | thu  | 8 (thu phân)  | 2              | 17 - 19     |
| 11     | 戌     | Tuất     | xū      | いぬ inu       | 술 sul    | Mệt (ꪹꪣꪸꪒ)      | Dương      | chó      | chó      | 300° (Tây Tây Bắc)   | thu  | 9             | 3              | 19 - 21     |
| 12     | 亥     | Hợi      | hài     | い i           | 해 hae    | Cạư (ꪻꪀ꫁)       | Âm         | lợn nhà  | lợn rừng | 330° (Bắc Tây Bắc)   | đông | 10            | 4              | 21 - 23     |

### Giờ Âm Lịch - Dương Lịch
Tương truyền ngày xưa có một người tên Đại Nhiêu đã lập ra Thập Can và Thập Nhị Chi để giúp người ta tính toán thời gian. Việc tính giờ cũng có liên quan đến tập tính của 12 loài vật:
- Tý (23-1 giờ): Lúc chuột đang hoạt động mạnh.
- Sửu (1-3 giờ): Lúc trâu/bò chuẩn bị đi cày.
- Dần (3-5 giờ): Lúc hổ hung hãn nhất.
- Mão (5-7 giờ): Lúc mèo về nhà nghỉ ngơi
- Thìn (7-9 giờ): Lúc đàn rồng quây mưa.
- Tỵ (9-11 giờ): Lúc rắn không hại người.
- Ngọ (11-13 giờ): Ngựa có dương tính cao nên được xếp vào giữa trưa.
- Mùi (13-15 giờ): Lúc dê/cừu ăn cỏ không ảnh hưởng tới việc cây cỏ mọc lại.
- Thân (15-17 giờ): Lúc khỉ thích hú.
- Dậu (17-19 giờ): Lúc gà bắt đầu vào chuồng.
- Tuất (19-21 giờ): Lúc chó trông nhà.
- Hợi (21-23 giờ): Lúc lợn ngủ say nhất.[6]

## Lục thập hoa giáp

### 60 tổ hợp Can Chi
Người ta ghép một can với một chi để tạo thành tên gọi chính thức của những cái cần đặt tên (ngày, giờ, tháng, năm v.v...) bắt đầu từ can Giáp và chi Tý tạo ra Giáp Tý, sau đó đến can Ất và chi Sửu tạo ra Ất Sửu và cứ như vậy cho đến hết (Bính,..., Quý) và (Dần..., Hợi). Sự kết hợp như vậy tạo thành một chu kì, hết can (hoặc chi) cuối cùng thì nó tự động quay trở lại cho đến tổ hợp cuối cùng là Quý Hợi. Có tổng cộng 60 (bằng bội số chung nhỏ nhất của 10 và 12) tổ hợp khác nhau của 10 can và 12 chi. Can phải kết hợp với Chi đồng tính (Can dương phải kết hợp với Chi dương và Can âm phải kết hợp với Chi âm). Dựa vào số dư khi chia cho 60 có thể tìm can chi tương ứng của từng năm. 
|          | Tý (+)       | Sửu (-)       | Dần (+)       | Mão (-)      | Thìn (+)       | Tỵ (-)       | Ngọ (+)       | Mùi (-)       | Thân (+)       | Dậu (-)       | Tuất (+)       | Hợi (-)       |
| -------- | ------------ | ------------- | ------------- | ------------ | -------------- | ------------ | ------------- | ------------- | -------------- | ------------- | -------------- | ------------- |
| Giáp (+) | (4) Giáp Tý  |               | (54) Giáp Dần |              | (44) Giáp Thìn |              | (34) Giáp Ngọ |               | (24) Giáp Thân |               | (14) Giáp Tuất |               |
| Ất (-)   |              | (5) Ất Sửu    |               | (55) Ất Mão  |                | (45) Ất Tỵ   |               | (35) Ất Mùi   |                | (25) Ất Dậu   |                | (15) Ất Hợi   |
| Bính (+) | (16) Bính Tý |               | (6) Bính Dần  |              | (56) Bính Thìn |              | (46) Bính Ngọ |               | (36) Bính Thân |               | (26) Bính Tuất |               |
| Đinh (-) |              | (17) Đinh Sửu |               | (7) Đinh Mão |                | (57) Đinh Tỵ |               | (47) Đinh Mùi |                | (37) Đinh Dậu |                | (27) Đinh Hợi |
| Mậu (+)  | (28) Mậu Tý  |               | (18) Mậu Dần  |              | (8) Mậu Thìn   |              | (58) Mậu Ngọ  |               | (48) Mậu Thân  |               | (38) Mậu Tuất  |               |
| Kỷ (-)   |              | (29) Kỷ Sửu   |               | (19) Kỷ Mão  |                | (9) Kỷ Tỵ    |               | (59) Kỷ Mùi   |                | (49) Kỷ Dậu   |                | (39) Kỷ Hợi   |
| Canh (+) | (40) Canh Tý |               | (30) Canh Dần |              | (20) Canh Thìn |              | (10) Canh Ngọ |               | (0) Canh Thân  |               | (50) Canh Tuất |               |
| Tân (-)  |              | (41) Tân Sửu  |               | (31) Tân Mão |                | (21) Tân Tỵ  |               | (11) Tân Mùi  |                | (1) Tân Dậu   |                | (51) Tân Hợi  |
| Nhâm (+) | (52) Nhâm Tý |               | (42) Nhâm Dần |              | (32) Nhâm Thìn |              | (22) Nhâm Ngọ |               | (12) Nhâm Thân |               | (2) Nhâm Tuất  |               |
| Quý (-)  |              | (53) Quý Sửu  |               | (43) Quý Mão |                | (33) Quý Tỵ  |               | (23) Quý Mùi  |                | (13) Quý Dậu  |                | (3) Quý Hợi   |

| (+) | Can hoặc Chi dương |
| (-) | Can hoặc Chi âm    |
|     | Không thể kết hợp  |